# ميليسنت فاوست
السيدة ميليسنت جاريت فاوست (11 يونيو 1847 – 5 أغسطس 1929) هي قائدة سياسية إنجليزية، وناشطة وكاتبة. وهي ابنة نيوسن ولويزا جاريت. وهي تُعرف في المقام الأول بدورها في قيادة حملة الدعوة لحق المرأة في التصويت. ورغم أنها لم تتخذ موقفًا متطرفًا فيما يخص حقوق المرأة إلا أنها كانت تعمل بلا كلل. وفي عام 1897 ترأست الاتحاد الوطني لجمعيات حق المرأة في التصويت (NUWSS)، واحتفظت بالمنصب حتى عام 1919. وعينت ناظرة كلية بيدفورد في لندن حيث نصبت اهتمامها في تحسين فرص المرأة في الدراسة العليا. وهي المؤسسة المشتركة لجامعة نيونهام في كامبريدج عام 1875. وفي يوليو 1901 عُينت رئيسة البعثة البريطانية في جنوب إفريقيا للتحقيق في أحوال معسكرات الاعتقال البريطانية عقب حرب البوير الثانية. وقد أكد تقريرها على ما زعمته الناشطة إيملي هوبهاوس عن فظاعة الأحوال في تلك المعسكرات. وقالت ميليسنت في أحد كتاباتها: «لم أصبح يومًا ناشطة تدافع عن حق المرأة في التصويت، بل كنت كذلك دائمًا منذ أن بلغت من العمر ما يؤهلني لفهم مبادئ الحكومة التمثيليلة».

## السيرة الشخصية

### مطلع حياتها
وُلدت ميليسنت جاريت فاوست في 11 يونيو 1847 في بلدة ألدبورو، وهي ابنة رجل الأعمال نيوست جاريت من بلدة ليستون المجاورة، وكانت زوجته لويسا من لندن. وكانت ميليسنت ثامنة أبنائهم العشرة.
وعلى حد قول الأختان ستريتشي فقد كان آل جاريت عائلة مترابطة وسعيدة تشجع أطفالها على النشاط البدني، والقراءة بتمعن، ومشاركة آرائهم بحرية، والمشاركة في اهتمامات والدهم السياسية. وكان والدهم رجلًا وطنيًا يهوى القتال، وتحول توجهه السياسي من محافظ إلى ليبرالي.
وعندما كانت طفلة تعرفت ميليسنت على ناشطة حقوق المرأة إيملي ديفيز عن طريق أختها الكبرى إليزابيث جاريت أندرسون، وهي بدورها أول طبيبة في بريطانيا. وذكرت لويزا جاريت أندرسون في سيرة والدتها الشخصية أن ديفيز قالت لإليزابيث: «صار واضحًا ما عليّ فعله الآن. يجب عليّ أن أكرس حياتي لضمان تعليم المرأة، بينما عليكي أن تفتحي مجال مهنة الطب للنساء. وبعدما يتحقق لنا ذلك علينا أن نسعى وراء حق التصويت». وبعدها ألتفتت لميليسنت قائلة: «أنت أصغرنا يا ميلي، ولذا عليكي أن تعتنتي بهذا الشأن».
وفي عام 1858 بُعثت ميليسنت وهي بعمر الثانية عشر مع أختها إليزابيث إلى لندن كي تدرس في مدرسة داخلية خاصة في بلاكهيث. وكانت أختها لويز تحضرها معها إلى خطب فريدريك دنيسون موريس، وهو قس أنجليكي ذو وعي اجتماعي وعقلية منفتحة، وتأثرت وجهة نظر ميليسنت عن الدين بآرائه. وبدأت تهتم بحقوق المرأة عندما أصبحت مؤيدة نشطة لجون ستوارت ميل، وهو من أوائل الداعمين لحق المرأة في التصويت. وعندما بلغت 19 سنة حضرت خطاب جون ميل عن المساواة في الحقوق لصالح المرأة. وأعجبت ميليسنت بتأييده للمرأة على أساس نفعي بحت، عوضًا عن الالتزام بمبادئ مجردة.
وفي عام 1985 تعاونت كل من جاريت وفاوست وديفيز مع عشر شابات أخريات على إنشاء جمعية كينسنجتون، وهي مجموعة نقاش تركز على حق السيدات الإنجليز في التصويت. وفي العام التالي جمعت ميليسنت التوقيعات على أول عريضة تؤيد حق النساء في التصويت، وصارت أمينة جمعية لندن لحق النساء في التصويت.

### الزواج والعائلة
وتعرفت ميليسنت على عدة نشطاء حقوق المرأة عن طريق جون ستوارت ميل، ومن بينهم هنري فاوست، وهو عضو ليبرالي في البرلمان والذي كان يخطط للزواج من أختها إليزابيث جاريت قبل أن تنخرط في مهنة الطب. ومن ثم صار هنري وميليسنت صديقين مقربين، ورغم فارق السن الكبير نسبيًا (14 سنة) فقد تزوجا في 23 أبريل 1867، وأتخذت ميليسنت كنيته لتصبح ميليسنت جاريت فاوست. وقد أصاب هنري العمى بعد تعرضه لحادثة إطلاق نيران عام 1858، ومن ثم أصبحت ميليسنت سكرتيرته الخاصة. وقيل عن زواجهما أنه كان قائمًا على التآلف الفكري المثالي. واشتغلت ميليسنت بالكتابة بينما كانت ترعى زوجها. وأنجبت منه طفلة وحيدة: فيليبا فاوست؛ وُلدت عام 1868 وتفوقت في دراستها كما كانت تنشد أمها. وكانت ميليسنت تدبر أمور منزلين في ذات الوقت: أحدهما في كامبريدج والآخر في لندن. وتبنت تلك العائلة بعض المعتقدات المتطرفة مثل: التمثيل التناسبي، والنقابات العمالية، ومبادئ الفردية والتجارة الحرة، وحقوق المرأة.
وفي عام 1868 انضمت ميليسنت إلى لجنة لندن لحق تصويت المرأة، وفي عام 1869 تحدثت علنًا في أول اجتماع علني مؤيد لحق تصويت المرأة يُعقد في لندن. وفي عام 1870 شرعت في إلقاء الخطب في بلدة برايتون، وهي الدائرة الانتخابية الخاصة بزوجها. وفي عام 1870 نشرت كتاب «الاقتصاد السياسي للمبتدئين» والذي حقق نجاحًا ساحقًا، حيث صدرت منه 10 طبعات خلال 41 سنة. وفي عام 1872 نشرت هي وزوجها كتاب «مقالات ومحاضرات عن مواضيع اجتماعية وسياسية»، وفيه ألفت ميليسنت 8 مقالات. وفي عام 1875 شاركت في تأسيس كلية نيونهام وخدمت في مجلسها.
وإلى جانب مشاغلها واهتماماتها المتعددة تكفلت ميليسنت بمساعدة أختها برعاية أربعة من أقاربها اليتامى (إيمي جاريت برادلي، وفيديل إدموند جاريت، وإلسي جاريت وتؤامها جون).
وبعد وفاة زوجها في 6 نوفمبر 1884 توقفت ميليسنت بشكل مؤقت عن أنشطتها العامة، وباعت كلًا من منزليها، وانتقلت مع ابنتها فيليبا إلى بيت أختها أغنيس جاريت. وعندما استأنفت عملها في عام 1885 شرعت في التركيز على القضايا السياسية، وأصبحت عضوة محورية في جمعية حكومة النساء المحلية. وبحكم آرائها الليبرالية انضمت إلى حزب العمال الليبرالي في عام 1886 لمعارضة حركة الحكم الذاتي لأيرلندا. فقد كانت تعتقد مثل بقية البروتستانت الإنجليز أن السماح لحكومة أيرلندا الكاثوليكية بالاستقلال بذاتها من شأنه أن يضر بمصالح إنجلترا وأن يجلب الكوارث على الأيرلنديين.
وفي عام 1899 مُنحت السيدة فاوست شهادة دكتوراه فخرية في القانون من جامعة سانت أندروز.

## أنشطتها السياسية
بدأت فاوست حياتها السياسية بعمر الثانية والعشرين في أول اجتماع مؤيد لحق النساء في التصويت. وبعد وفاة ليديا بيكر ترأست فاوست اتحاد جمعيات حق النساء في التصويت (NUWSS)، وهي أكبر منظمة تدافع عن حق النساء في التصويت في بريطانيا. وكانت فاوست ناشطة معتدلة، وكانت تنفي أي صلة بينها وبين الأنشطة المتطرفة والعنيفة التي كانت تمارسها بعض المنظمات النسوية مثل عائلة بانكيرست واتحاد النساء السياسي الاجتماعي (WSPU).  واستنكرت فاوست أفعالهم، وقالت أنها لا تجدي نفعًا بل إنها تضر بفرصة النساء في الحصول على حق التصويت عن طريق استبعاد النواب المعنيين بمناقشة تلك القضية، إلى جانب تحريض الرأي العام ضدهم. وبالرغم من الشهرة التي حصلت عليها منظمة WSPU إلا أن منظمة NUWSS التي كانت تتبنى شعارات السلمية والامتثال للقانون حظيت بدعم أكبر. وبحلول عام 1905 حظيت منظمة فاوست على دعم 305 جمعية تابعة، ووصل عدد أعضائها إلى 50,000 عضو، وبالمقارنة فقد حصلت منظمة WSPU على دعم 2000 عضو فقط بحلول عام 1913. وقد كانت فاوست تسعى في المقام الأول على حق النساء في الإدلاء بأصواتهن، وكانت تعتقد أن حكم أيرلندا لذاتها «سوف يضر بعظمة إنجلترا ورخائها، ولن يأتي من ورائه سوى المصائب والتعاسة والألم والخزي».

ووضحت فاوست استنكارها للحركات النسوية المتطرفة في كتابها «حق المرأة في التصويت: تاريخ موجز لحركة عظيمة»:
«لا يمكن أن يطاوعني قلبي على تشجيع تلك الحركات الثورية، لا سيما حين نضع في الاعتبار أنها محكومة بقيادة استبدادية مكونة من أربعة أشخاص فقط في بادئ الأمر، ولاحقًا استحال هؤلاء الأربعة شخصًا واحدًا.... وفي عام 1908 قرر تلك القيادة أن تتخلى عن مبدأ السلمية وأن تلجأ للعنف. وليس لدي ذرة شك واحدة أن الخيار الصائب الذي يصب في مصلحة منظمة الـNUWSS هو الالتزام الصارم بمبدأ الدفاع عن قضايا الحركة عن طريق الحجة فقط، الحجة التي تستند على المنطق السليم والخبرة وليس على اللجوء إلى العنف أو مخالفة القوانين»
وقد هيأت حرب جنوب إفريقيا فرصة عظيمة لفاوست للمشاركة في مسؤليات المرأة المتعلقة الثقافة البريطانية. فقد رُشحت لتقود بعثة من النساء إلى جنوب إفريقيا. وفي يوليو 1901 أبحرت إلى هناك مع النساء الأخريات للتحقيق في تقرير إيملي هوبهاوس التي أدانت فيه المعاملة الشنيعة في مراكز الاعتقال التي احتجزت فيها عائلات جنود البوير. ولم يسبق أن تُكلف امرأة بمثل هذه المهمة في وقت الحرب.
وإلى جانب ذلك أظهرت فاوست دعمها لعدد لا يُحصى من الحملات على مدار السنين. وبعض تلك الحملات كانت تهدف إلى تقييد إساءة معاملة الأطفال عن طريق رفع سن الرضا، وتجريم زنا المحارم، وتجريم المعاملة القاسية ضد الأطفال داخل العائلات، والقضاء على عادة استبعاد النساء من الدخول إلى قاعات المحاكم عندما تتعلق القضية بجريمة جنسية، واجتثاث تجارة العبيد البيض، ومنع زواج القاصرين ومنع تقنين الدعارة في الهند. كما أنها شنت حملة لإبطال قانون الأمراض المعدية الذي يجسد المعايير المزدوجة الجنسية، والتي تتمثل في فحص البغايا للتأكد من خلوهن من الأمراض المنقولة جنسيًا، وفي حالة انتقال المرض من الداعرة إلى زبائنها يُحكم عليها بالسجن. وقد يؤدي هذا القانون إلى القبض على بعض السيدات عند الاشتباه في عملهم بالدعارة، ومن ثم قد يتعرضن إلى الاحتجاز في حالة رفضهن للخضوع للفحوصات التي تكون في العادة مؤلمة ومهينة. وذلك بينما لا يُعاقب الرجال الذين ينقلون العدوى إلى البغايا طبقًا لهذا القانون. وفي النهاية نجحت حملة فاوست في إلغائه. وكانت تعتقد أنه لا بد من تمثيل المرأة في الحياة العامة حتى يتم القضاء على تلك المعايير المزدوجة.
وفي العادة كانت تؤلف كتبها باسم ميليسنت جاريت فاوست، ولكنها كانت تُعرف في الحياة العامة باسم السيدة هنري فاوست. وألفت ثلاثة كتب، ومن بينهم كتاب مشترك بينها وبين زوجها، إلى جانب مقالات عديدة، وبعضها نُشر بعد وفاتها. وصدر من كتابها «الاقتصاد السياسي للمبتدئين» عشر طبعات، وكان مصدر إلهام لروايتين، وتُرجم إلى عدة لغات. وظهرت إحدى مقالاتها الأولى في مجلة ماكميلان عام 1875، وهي ذات السنة التي أنشأت فيها كلية نيونهام للنساء في كامبريدج بحكم اهتمامها بتعليم المرأة. وخدمت فاوست في مجلس الكلية حيث سعت إلى استقبال جميع نساء كامبريدج. وكانت ميليسنت تخاطب مدارس البنات وكليات النساء ومراكز تعليم الراشدين بصفة دورية. وفي عام 1904 استقالت من عضويتها في حزب العمال بسبب تأييدها للتجارة الحرة، حيث حظيت حملة جوزيف شامبرلين لإصلاح قوانين التعريفة الجمركية بدعم من الحزب.
وعند اندلاع الحرب العالمية الأولى عام 1914 أوقفت منظمة WSPU جميع أنشطتها ونصبت تركيزها على جهود الحرب. وأوقفت منظمة فاوست أنشطتها السياسية لدعم الخدمات الاستشفائية في معسكرات التدريب في سكتلندا وروسيا وصريبا. وقد يكمن سبب ذلك في أن منظمة فاوست كانت أقل تطرفًا من منظمة WSPU، وبالتالي كان دعمها للحرب ضعيفًا. ولذلك اُتهمت منظمة WSPU بالجينغوية (jingoism) بسبب دعم قادتها للحرب. ورغم أن فاوست لم تكن تؤمن بالسلام إلا أنها كانت ستخاطر بوحدة المنظمة إذا ما قررت إيقاف الحملة ومساندة الحكومة كما فعلت منظمة WSPU. ولذلك قررت المنظمة استئناف حملة حق التصويت في أثناء الحرب، واستغلت ظروف الحرب لصالحها عن طريق ذكر الجهود التي قامت بها النساء في الحرب. واحتفظت فاوست بمنصبها حتى عام 1919، وذلك بعد عام من إصدار قانون تمثيل الشعب لعام 1918 الذي منح حق التصويت للنساء. وبعد ذلك تركت فاوست الحملة وكرست جزءًا كبيرًا من وقتها في تأليف الكتب، ومن بينهم السيرة الشخصية لجوزفين باتلر.

## أواخر حياتها
مُنحت فاوست وسام الصليب الأكبر وحصلت على لقب سيدة برتبة الإمبراطورية البريطانية ضمن تكريمات عشية رأس سنة 1925. وتوفيت بعد ذلك بأربع سنوات في شارع جور في لندن. وحُرقت جثتها في محرقة جولدرز جرين. وخُلدت ذكراها في جمعية فاوست، وقصر ميليسنت فاوست الذي تم إنشاءه عام 1929 في وستمنستر، وهو مكان مخصص للنساء لمناقشة القضايا التي تهمهن.

## روابط خارجية
- ميليسنت فاوست على موقع الموسوعة البريطانية (الإنجليزية)